# 旧金山湾区捷运系统铁道机车车辆

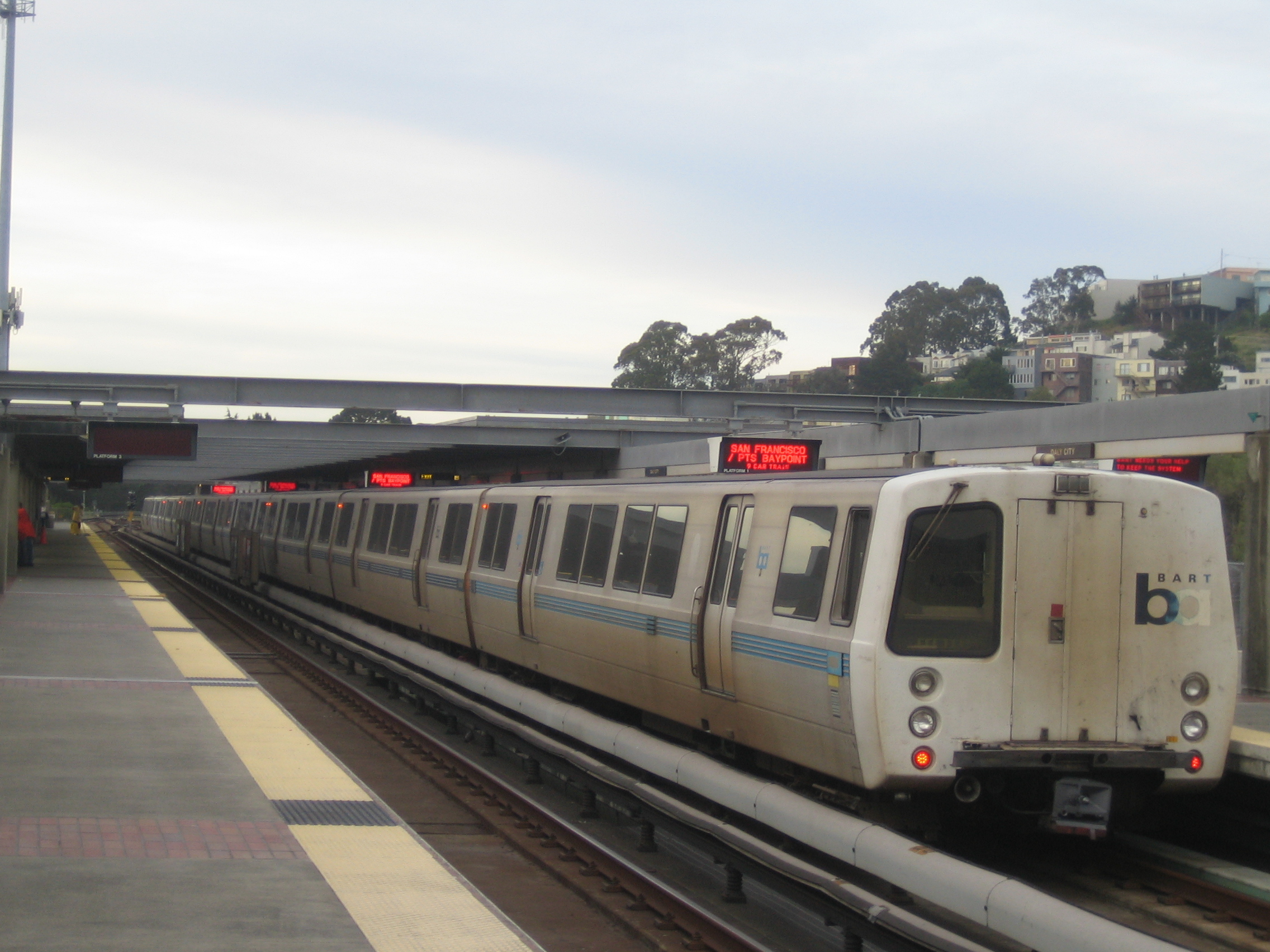
包含 C 型车辆的 BART 列车组在戴利城站的外景

湾区捷运 (BART) 的重轨铁道机车车辆分为4个单独订单，共计有662节电力动车组。为确保典型早高峰的正常运营，湾区捷运需要 579 节车辆。其中的535节用于正常服务，剩下的用于组建四组闲置列车组（对于维护准点运营来说是有必要的）。 在任意时刻，剩下的90节车将处于维修，维护或是其他安排了的修改工作。所有在独立的競技場－奧克蘭國際機場線线的列车都在没有间隙地运营。庞巴迪运输正在制造当前列车组的完整替代列车组，第一辆10节编组的新车已于2018年投入运营，预计余下的列车将在2022年到位。届时，在新车到位、旧车淘汰后，将有总计775节列车，长期目标将最终达到1,081节列车。即将到来的eBART列车将会使用柴油动车组。
主线的轨距是5英尺6英寸（1,676），宽于近乎通用的标准轨距 4英尺81⁄2英寸（1,435） 。它也使用了平边轨道，而不是通常使用的、角度稍向内倾斜的轨道。这些因素导致湾区捷运需要定制的轮组、刹车系统和轨道维护系统，使维护变得复杂。列车的站台高度约为 42英寸（1,067）。 一个能完整进入站台的列车组长度为10节，约 710英尺（216） (假设A型车在最尾端)。 而奥克兰机场线使用了由多贝玛亚公司开发的、现成的城市缆车整体化技术。

## 最初的车队 (Legacy Fleet)

### A 系列和 B 系列
A型和B型列车由罗尔工业(Rohr)于1968年到1971年建造，这家生产航天器材的公司当时刚刚开始涉足公共交通设备。A型车设计仅用作车头或车尾，具有符合空气动力学的玻璃纤维驾驶室，内有车辆控制系统和双向通讯系统，比B型、C型车要长5英尺（1.52）。A型车和B型车有60个座位，超载时可承载200个乘客。B型车没有驾驶室，仅用作列车组的中间。当前，湾区捷运有59节A型车和389节B型车。A型车相比C型车而言有更大的窗户，允许乘客从头或尾看到前面的铁路。

### C 系列
C型 列车有玻璃纤维驾驶室，控制和通讯系统和A型车类似，但是车头是竖直的，因此也可以被用作中间车辆，使编组重连更快（而不用回车辆段）。C类车有56个座位，并在超载时承载200个乘客。 第一类C类车，通称C1，由阿尔斯通在1987到1989年间建造。 第二类C类车，通称C2型，由摩里逊·洛特臣（现华盛顿国际集团）建造。C2型车和C1型车基本一致，但是C2类车的内饰有蓝灰色图案。在建造初期，C2类车也安装了给轮椅提供空间可折叠座椅，后来却被移除了。当前，湾区捷运有150节C1型车和80节C2型车。C型车有在两侧间距约2英尺（0.61） 处有亮白色段。

### 翻新
在C2型车引入之前，所有车辆的座位和地毯地板都是棕色的。1995年，湾区捷运与安达（被庞巴迪运输收购）签订合同，对439辆原装A型和B型车进行翻新，将旧的棕色布料座椅更新为更安全、更易于清洁的浅蓝色聚氨酯座椅，并将老车改为与C2型车相同的内饰。该项目于2002年完成。A，B和C类车辆原本都被赋予3位数字的编号，翻新后，每辆车编号前都被加了数字1（例如，车辆633将变为1633）。 C2型车被编号为2500系列，C/C1型车依旧只有3位数字的编号。
因为最初的设计目标之一是使所有乘客有座位，旧车内站立乘客的设施例如扶手杆较少。在2010年左右，湾区捷运开始翻新一些C2型车，增加手环和放置行李、轮椅和自行车的区域，后推广到到A，B和C1类车。
2012年之前，所有的列车都装有软垫座椅。据报道，在2011年，列车的座椅上发现了几种霉菌和包括来自粪便的细菌，甚至杀菌剂也无能为力。 4月，湾区捷运宣布将在下一年花费200万美元来更换脏的座椅， 并采用更容易清洁的乙烯基表面。这一翻新于2014年12月完成。
最初所有的车都铺有地毯。由于类似的问题，所有的地毯已被拆除。A型，B型和C2型车现在使用灰色或蓝色的乙烯基地板，而C1型车使用喷涂复合地板。

### 牵引电机
翻新之前，在439列 A/B类车上使用的是1463型直流牵引电机，配备了西屋公司的斩波器。 翻新后，A/B型列车使用了安达（現為龐巴迪）开发的1507C型三相交流牵引电机，以及使用绝缘栅双极晶体管（IGBT）的牵引逆变器。西屋的电机仍在C1和C2型车上使用，而从A/B型车上拆下的那些则留作备用。
列车的启动加速度为3.0 mph/s（4.8 km/(h·s)），并且能够保持到31英里每小時（50每小時）。在 80英里每小時（130每小時）的残余加速度为 0.78 mph/s或1.26 km/(h·s)。制动速度范围是0.45—3.0 mph/s（0.72—4.83 km/(h·s)）（紧急情况下）。
在大修之前，A/B类车上的暖通空调系统由Thermo King（英格索兰的子公司）制造。在翻新的A/B类车上的空调系统由Westcode（可能还有ADtranz）建造。

### 噪音
许多乘客曾抱怨地铁的噪音。2010年旧金山纪事报的调查，测量在跨湾隧道的运行噪音高达100分贝（相当于手提钻），在其他23个地方也超过90分贝，被形容为“女鬼的声音、尖叫的猫头鹰和《异世奇人》中失控的时光机”。
然而，当时的发言人却表示，湾区捷运的的噪音平均值为70-80分贝，低于危险水平。根据美国国家科学院1997年的一项研究，湾区捷运被列为全国最安静的运输系统之一。

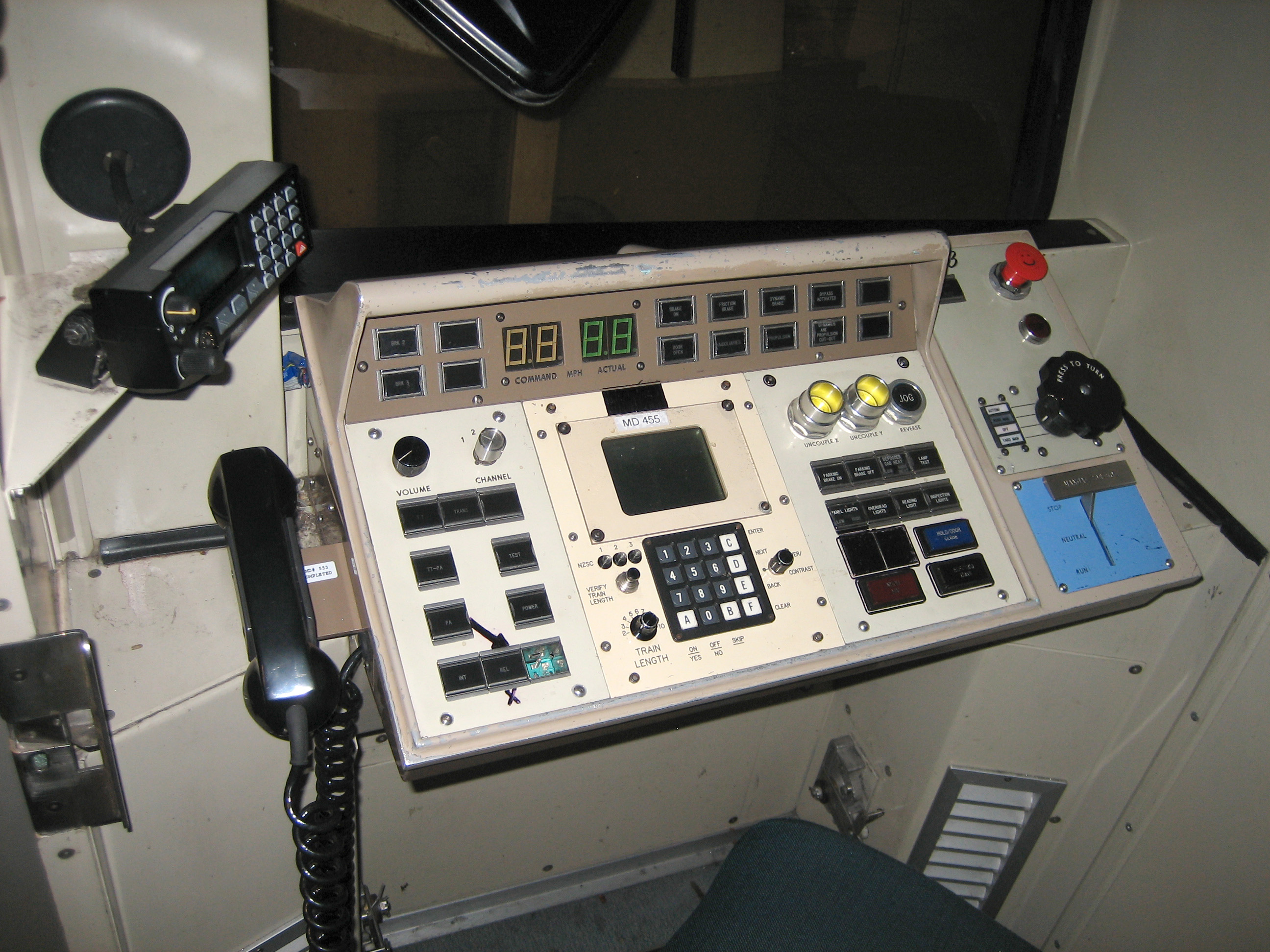
C系列列车的列车控制室

急弯的噪音是由车轮沿轨道滑动引起的。这种滑动还引起噪声和称为波纹的表面损伤。噪声和波纹发生的过程是：
1. 成对的轮子用轴彼此附接，使它们的旋转速度相同，但在弯道上，外轮和内轮有速度差，导致一边车轮会沿着轨道滑动。
2. 这种滑动导致车轮和轨道磨损并变得不均匀（波纹状）。
3. 这种波纹导致在更多地方，出现更多的噪声和波纹。

2015年，湾区捷运部门在更换了6,500英尺（1,981）并润滑了3英里（4.8）的轨道后，噪音得到了控制，并获得了乘客的好评。 湾区捷运还宣布，预计在2016年12月（见下文）投入服务的新车将会更安静，这得益于微塞门的隔音功效。

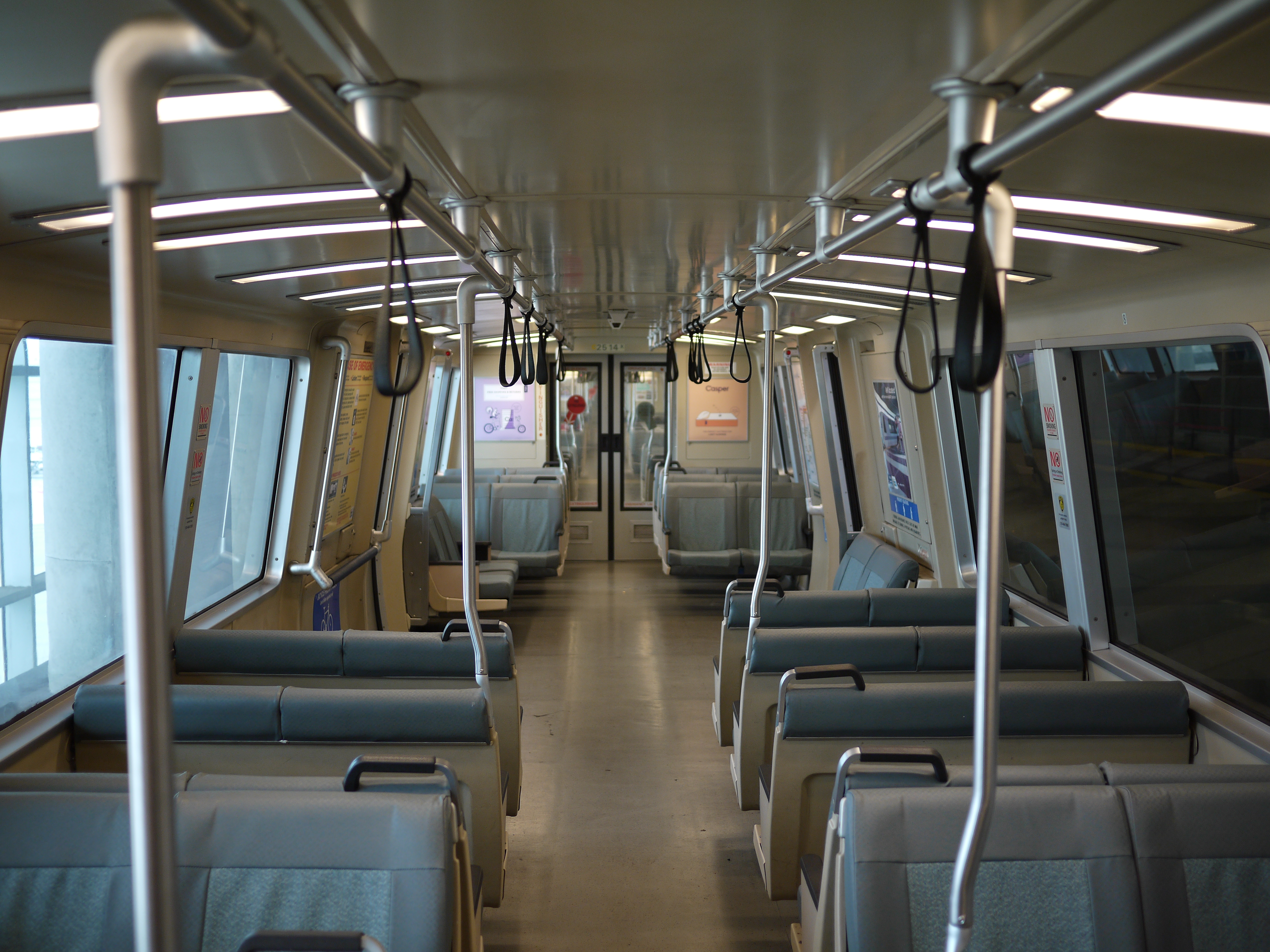
翻新后的C型列车内部

## 未来列车（Fleet of the Future, D型和E型列车）
为了加快乘客进出车站的速度，湾区捷运部门正准备推出新的6门车。 湾区捷运收到了来自五家供应商的投标书，在2012年5月10日，湾区捷运向加拿大铁路制造商 庞巴迪运输 授予了一项价值89.630亿美元的合同，订购了410辆新车，分为基本订单260辆，其中第一个订单为150辆。 这辆车是由加拿大蒙特利尔工业设计公司Morelli Designers设计的。2013年11月21日，BART又购买了365辆列车，至此总共装配了775辆新的列车。与此同时也将交付时间表加快了21个月（从每月10辆到每月16辆），并将采购成本降低约1.35亿美元。根据合同，至少 66.7% 的合同金额必须用于美国制造的零件。
新车队将有两种不同类型的车辆配置：带驾驶舱的车辆（D型 车），将占车队的40％，即310辆，和不带驾驶舱的车辆（E型 车），将构成车队的剩余部分，即465辆车。所有车辆都将配备自行车架，新的乙烯基座椅（每节车54个）和一个全新的显示到站信息的乘客信息系统。車門採用微動塞拉門，由南京康尼製造。
由于残疾人的潜在出入问题，湾区捷运董事会在2015年2月修改了试点车辆布局，在车辆中心包括了两个轮椅空间，以及用于自行车和灵活开放空间的替代布局。第一辆测试车于2016年4月推出。批准后，前10辆车预计将于2017年1月投入使用，至2017年12月前至少60辆。所有775辆车的交付预计将在2021年9月完成。

## 缆车
竞技场－奥克兰国际机场线 使用一个完全独立和独立运营的车队，使用现成的循环式地面缆车与自动导轨运输技术。 该车队包括由多贝玛亚设计制造的四列缆车，以3节车为编组，共12有辆车。该系统设计时可在有需要时可扩展为四辆编组的列车，将来可容纳148名乘客。

## eBART 列车
eBART 是一条根据不同设计标准构建的铁路支线。不同于大多数主线列车，它是非电气的 4英尺8+1⁄2英寸（1,435毫米） 标准规格，并设计为轻轨服务。 该车辆的车辆采购包括八台 Stadler GTW 列车，并有可购买六台的两个选项。 Stadler是合同的唯一投标人。  第一辆列车在2016年6月交付。该列车是柴联车加上2/6铰接动力装置，基于以前在Capital MetroRail，A-train (Denton County Transportation Authority)和River Line (NJ Transit)使用的模型构建。

## 轨道勘探车（英语：Track geometry car）
| 建造商            | 原型车       | 备注   | 图片 |
| ----------------- | ------------ | ------ | ---- |
| 普拉塞-陶依爾公司 | EM 110c      |        |      |
| MER MEC           | Roger MM 600 | 订购中 |      |